# Marina militare degli Emirati Arabi Uniti
Le al-Bahriyya al-Imārātiyya, ossia "Forze marittime degli Emirati", sono la forza militare navale degli Emirati Arabi Uniti.

## Storia
La storia della marina emiratina è relativamente recente e limitata a modeste unità fino a qualche decennio addietro.

## Operatività
La principale base navale è Abu Dhabi, con ulteriori installazioni portuali a Dubai, Ras al Khaymah e Sharjah. Esiste anche un battaglione di fanteria di marina. In dotazione alle forze navali vi sono anche navi da sbarco in grado di trasportare mezzi blindati.

## Evoluzione
L'ultimo più recente contratto per la realizzazione di due di queste unità è stato stipulato con gli Emirati Arabi Uniti. Il contratto prevede un'opzione per altre quattro unità da realizzare negli Emirati e ha portato nel portafoglio di Fincantieri 184 milioni di euro. Gli Emirati Arabi Uniti avevano già stipulato nel 2009 un contratto con la Fincantieri per la costruzione di una corvetta Classe Abu Dhabi sul progetto delle unità della Classe Comandanti, da costruire a Riva Trigoso e nello stabilimento spezzino di Muggiano, la cui consegna è stata prevista per il 2012 ed una seconda da costruire negli Emirati Arabi Uniti. Le due unità, varate rispettivamente il 19 gennaio e 8 giugno, con i nomi di Ghantoot (P 251) e Qarnen (P 252) (arabo: قرنين) stanno completando il loro allestimento presso Marinalles La Spezia.

## Mezzi aerei
| Aeromobile                   | Origine | Tipo              | Versione (denominazione locale) | In servizio (2018) | Note |
| Elicotteri                   |         |                   |                                 |                    |      |
| Eurocopter AS 332 Super Puma | Francia | elicottero navale | AS 332                          | 5                  |      |